# 尖沙咀（中間道）巴士總站
尖沙咀（中間道）巴士總站，是香港油尖旺區尖沙咀彌敦道上的一個街站式巴士總站，共有6條巴士路線以此站作為總站發車，並有多條巴士路線途經。

## 過往途經路線
- 九龍巴士271B線 (總站延長至西九龍站巴士總站,本站改為中途站)
- 城巴A20線 (於2019年9月23日來回程改經何文田及大角咀，不再途經本站。)